# Muzeum Dominikanów

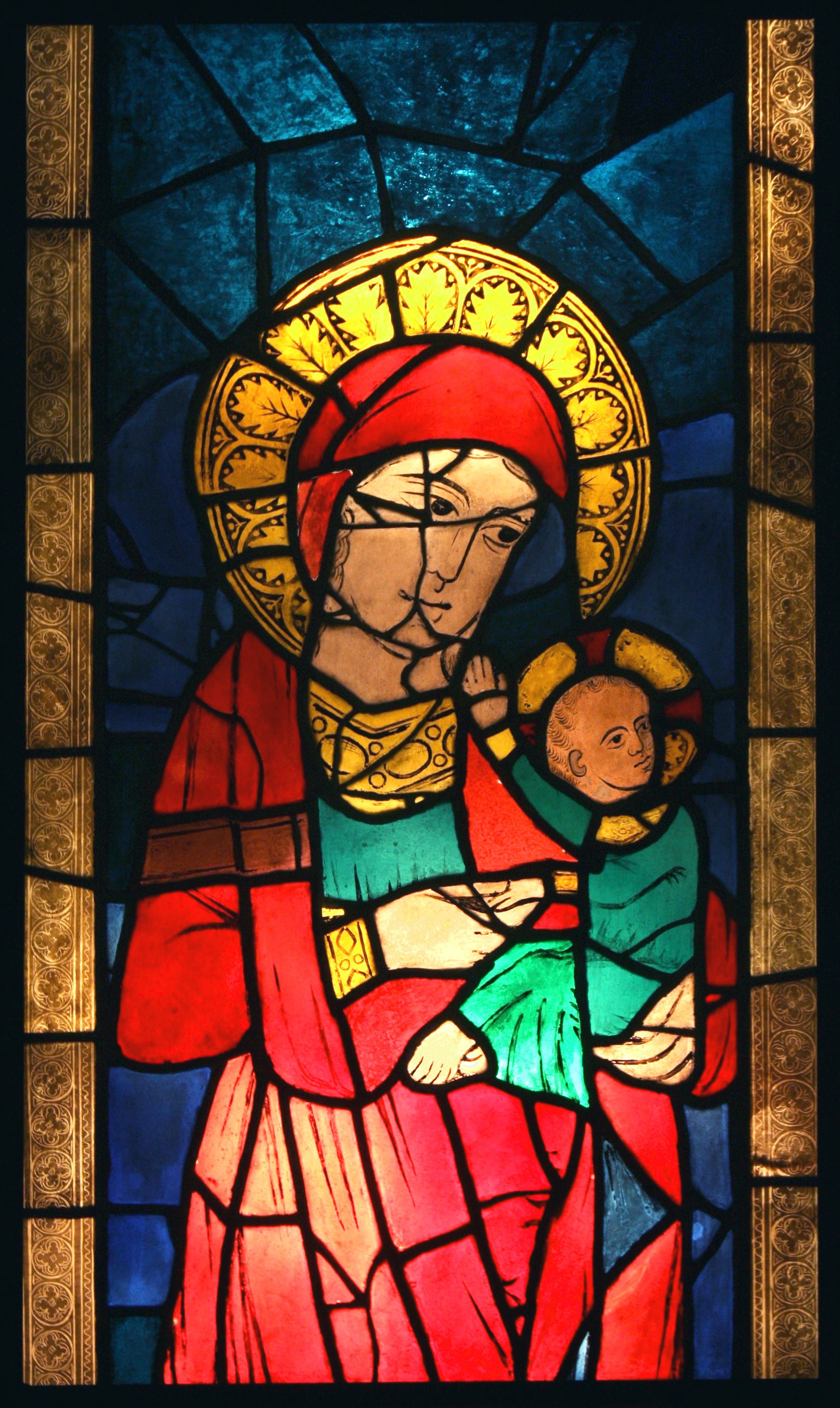
Witraż „Matka Boska z Dzieciątkiem”, XIII w.

Muzeum Dominikanów, pełna nazwa Muzeum Polskiej Prowincji Dominikanów – sakralne muzeum sztuki w Krakowie, mieszczące się w zespole klasztornym OO. Dominikanów. Zostało utworzone w 2022 roku, z okazji jubileuszu 800-lecia sprowadzenia Zakonu Kaznodziejskiego do Krakowa. Gromadzi ono zbiory stanowiące większość zachowanego wyposażenia klasztoru i kościoła Św. Trójcy, nadto zabytki ruchome pochodzące z innych kościołów i klasztorów dominikańskich z terenu dawnej i obecnej Polski.
W 1222 roku św. Jacek założył w tym miejscu nowy dom zakonny i odtąd powołane tu zgromadzenie monastyczne działa nieprzerwanie do dziś. Przez kolejne lata pozyskiwało lub otrzymywało wyposażenie, które po części stanowiło wystrój kościoła i przyległych do niego kaplic, pomieszczeń klasztoru, w tym skarbiec i bibliotekę oraz należący do zakonu krakowskiego kościoła św. Idziego. Część wielowiekowego dziedzictwa przepadła, głównie w wyniku wielkiego pożaru Krakowa w 1850 roku. Później, do krakowskiego klasztoru trafiały zabytki pochodzące ze skasowanych klasztorów z dawnych Kresów Wschodnich, nadto podczas kolejnych badań archeologicznych na terenie klasztoru. Ważną rolę w powstaniu muzeum odegrał o. Adam Studziński, który przez cztery dekady zajmował się gromadzeniem zabytków i dbaniem o najcenniejsze obiekty, prowadził także własną pracownię konserwatorską w obrębie krakowskiego klasztoru, która przed 2022 r. została włączona w przestrzeń obecnego muzeum. Uroczyste otwarcie Muzeum Dominikanów miało miejsce 24 listopada 2022; w styczniu następnego roku zostało oficjalnie udostępnione dla zwiedzających.
Do najcenniejszych zbiorów muzeum należą m.in.:
- zespół ceramicznych płytek posadzkowych z XIII w.,
- zespół kwater witrażowych, w tym cztery najstarsze z XIII-XIV wieku przedstawiające świętych Stanisława i Augustyna oraz Matkę Boską z Dzieciątkiem i Ukrzyżowanie[4][5][6],
- późnogotyckie alabastrowe figury Jezusa i apostołów z XV w. (warsztat południowoniderlandzki lub północnofrancuski) odnalezione w kościele Św. Idziego[7][8],
- figura alabastrowa Madonny z Dzieciątkiem – tzw. Matka Boża Jackowa. Wedle tradycji św. Jacek Odrowąż miał ją uratować z płonącego Kijowa. Obecna XV – wieczna pochodzi z klasztoru Dominikanów we Lwowie. Zachowały się również XVII wieczne pozłacane i kameryzowane korony zdobiące zarówno Madonnę i Dzieciątko[9],
- kopia chorągwi kanonizacyjnej św. Jacka z drugiej ćwierci XVII wieku, wzorowana na oryginalnej z uroczystości kanonizacji świętego w 1594 r. w bazylice św. Piotra na Watykanie[10][11][12],
- XIX-wieczna podstawa XVII-wiecznego relikwiarza na głowę fundacji Zygmunta III Wazy,
- gotycka preteksta ornatu z lat ok. 1380–1395 z przedstawieniami m.in. Trójcy Świętej w typie Tronu Łaski[13],
- gotycki relikwiarz Świętej Krwi wykonany ze złoconego srebra i kryształu górskiego,
- pięć dwustronnie malowanych kwater Poliptyku Dominikańskiego, dawnego retabulum ołtarza głównego, dzieło Mistrza Poliptyku Dominikańskiego, z ok. 1460 r. Pozostałe zachowane sześć mieści się w Muzeum Narodowym w Krakowie – w dawnym pałacu biskupa Erazma Ciołka[14][15][16],
- obraz Koronacja Marki Boskiej przypisywany Georgowi Penczowi[17],
- srebrna sukienka Madonny z Dzieciątkiem z kaplicy Różańcowej (kopii obrazu Salus Populi Romani z bazyliki Santa Maria Maggiore w Rzymie),
- barokowa złota monstrancja z klasztoru w Podkamieniu, ozdobiona wielobarwną emalią, ozdobiona wielobarwną emalią[18],
- zespół kielichów, cyboriów, monstrancji z XVI-XX w.,
- obrazy Teodora Stachowicza ukazujące wnętrze kościoła Dominikanów sprzed i podczas pożaru w 1850 r.[19],
- projekty odbudowy kościoła przez o. Mariano Pavoniego OP,
- osobiste pamiątki po o. Adamie Studzińskim.